# Подлясская губерния
Подлясская губерния (пол. Gubernia podlaska) — административная единица Царства Польского, существовавшая в 1837—1844 годах с центром в городе Седлец. Губерния была создана на территории Подлясского воеводства.
Подлясская губерния была создана Царским Указом от 7 марта 1837 года. Ликвидирована 9 августа 1844 года и включена в состав Люблинской губернии. В 1867 году из состава Люблинской губернии и части бывшего Станиславльского уезда Варшавской губернии была выделена Седлецкая губерния, частично созданная на территориях, входивших в состав Подлясской.